# Michał Gorstkin-Wywiórski
Michał Gorstkin Wywiórski (ur. 14 marca 1861 w Warszawie, zm. 30 maja 1926 w Berlinie) – polski malarz, naturalista, marynista.

## Życiorys
Był synem rosyjskiego oficera Pawła Gorstkina oraz Józefiny Wywiórskiej.
Studiował chemię na Politechnice w Rydze w latach 1881–1882. W trakcie studiów został przyjęty do korporacji akademickiej Arkonia. Nagła choroba zmusiła go do przerwania studiów i powrotu do kraju.
W latach 1883–1887 studiował w Akademii Monachijskiej u Karla Rauppa i Nikolausa Gysisa w 1883 także w prywatnych pracowniach Józefa Brandta i Alfreda Wierusza-Kowalskiego. Wiele podróżował: Polesie, Litwa, wyspa Sylt (ok. 1898), Włochy (przed 1899), Hiszpania (1899–1900), Egipt (1900–1901), Norwegia i Szwecja (ok. 1903–1904), wybrzeża Bałtyku i Morza Północnego, Karpaty (ok. 1906), poza tym Holandia, Krym i Kaukaz. W 1895 przeniósł się z Monachium do Berlina, gdzie pozostał na dłużej, później mieszkał w Wielkopolsce i w Warszawie. Był członkiem Stowarzyszenia Artystów w Poznaniu oraz członkiem zarządu Towarzystwa Przyjaciół Sztuk Pięknych w Poznaniu.
Z małżeństwa z Idą Małgorzatą Seeling miał dwóch synów – Pawła i Piotra.

## Twórczość

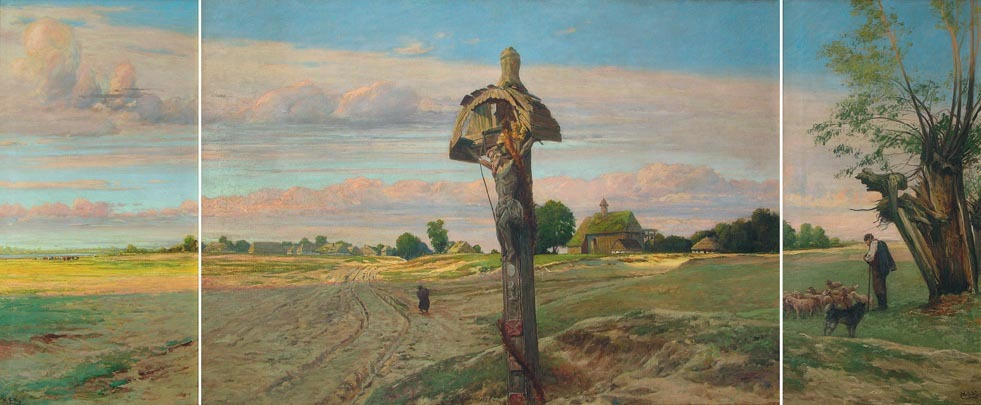
Wiejska droga, tryptyk

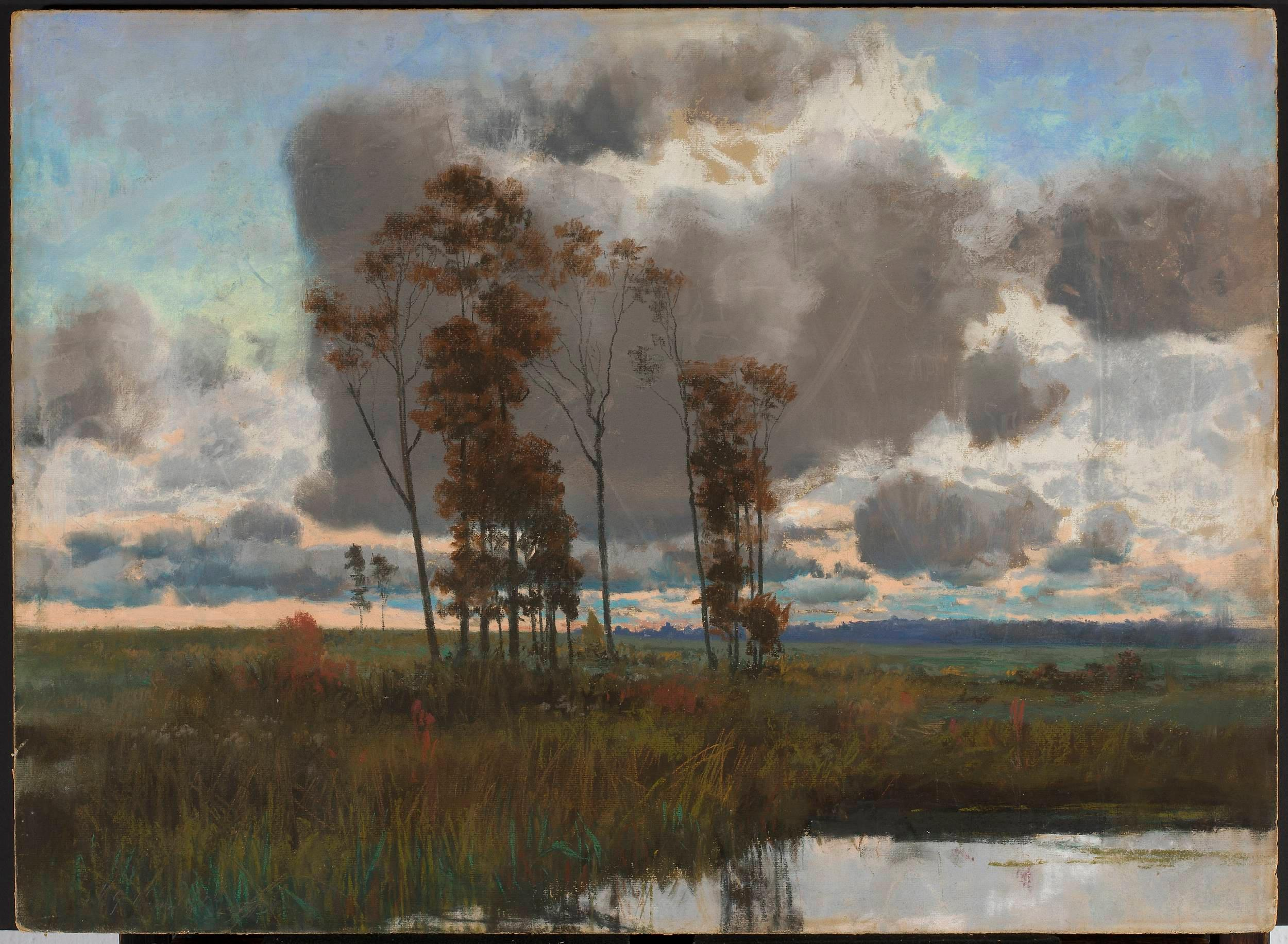
Pejzaż z moczarami, pastel, 1904

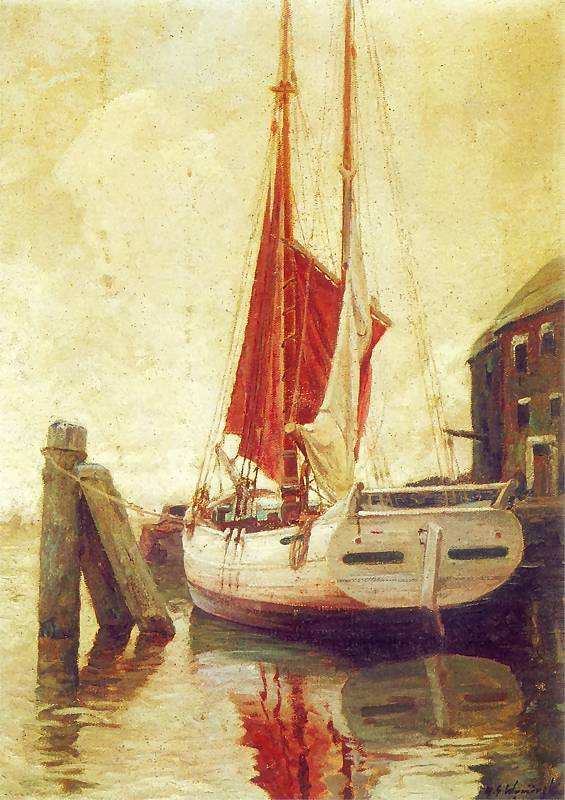
Barka żaglowa w porcie, olej na płótnie, 1918

W początkowym okresie twórczości Wywiórski, pozostający w kręgu wpływów Józefa Brandta i Alfreda Wierusza-Kowalskiego, chętnie malował sceny rodzajowe, zwłaszcza orientalne. U schyłku stulecia, za sprawą młodopolskiego panteizmu, jego zainteresowania przesunęły się w kierunku czystego pejzażu, którego szybko stał się niekłamanym mistrzem. W 1894 na wystawie w Glaspalast w Monachium otrzymał medal drugiej klasy za obraz Z puszczy litewskiej. Jego zdolności dostrzegła zarówno publiczność, jak i inni twórcy. W latach 1894–1896 na zaproszenie Wojciecha Kossaka i Juliusza Fałata współpracował przy malowaniu panoramy Przejście przez Berezynę. W 1896, zaproszony przez Jana Stykę, pracował przy panoramie Bem w Siedmiogrodzie.
W 1889, wspólnie z Wojciechem Kossakiem, odbył podróże do Hiszpanii, a następnie do Egiptu, by zbierać materiały do panoramy Somosierra. Powstały cztery duże szkice olejne (projekt panoramy), w których pejzaż (80%  powierzchni) był dziełem Wywiórskiego. Prace nad panoramą zostały zaniechane pod naciskiem władz zaborczych. Zebrane środki (zakup płótna, wynajęty budynek itp.) zostały przeznaczone na realizację panoramy Bitwa pod piramidami – jej partie pejzażowe w całości wykonał Wywiórski.
Jego twórczość obfituje w wątki marynistyczne. Znakomicie obrazował sceny morskie, miał świadomość roli koloru w marinie. Potrafił wydobyć setki odcieni wody morskiej, posługując się zawężoną, niemal monochromatyczną gamą barwną.
Wybrane obrazy:
- Barka żaglowa w porcie (1918)
- Pejzaż morski
- Na przyboju
- Wybrzeże morskie z wrakiem łodzi
- Brzeg morski z urwiskiem (Brzeg morza)
- Rozbita fala (Pejzaż morski z kamienistym brzegiem)
- Skalisty brzeg morza
- Łąki nadnoteckie
- Dwór w Prochach
- Pejzaż z wierzbą

Największa w Polsce kolekcja prac tego artysty (10 obrazów) znajduje się zbiorach Centralnego Muzeum Morskiego w Gdańsku.